# Heide Dauphin
Heide Dauphin, verehelichte Branse (* 1. Mai 1942 in Augsburg) ist eine ehemalige deutsche Tischtennisnationalspielerin. Sie gewann dreimal die deutsche Meisterschaft im Doppel.

## Werdegang
Heide Dauphin begann ihre Karriere im Verein TSV Haunstetten. Gefördert und trainiert wurde sie von ihrem Vater Erhard Dauphin, der damals Funktionärsaufgaben in Bayern und Schwaben wahrnahm. 1955 wurde Heide erstmals bayerische Jugendmeisterin, 1958 wiederholte sie diesen Erfolg. 1957 und 1958 wurde sie deutsche Jugendmeisterin. Bei der Jugend-Europameisterschaft 1957 in Donaueschingen wurde Dauphin Europameisterin im Einzel, im Doppel kam sie mit Helga Scheithe ins Endspiel. 1958 erreichte sie bei der Jugend-EM das Halbfinale im Einzel.
Als Anfang die Vorstellungen der Familie Dauphin mit denen des bayerischen Jugendwartes kollidierten führte dies zu einer mehrmonatigen Spielpause von Heide Dauphin. Diese Differenzen wurden im August 1960 beigelegt.
1960 schloss sich Heide dem Verein Polizei SV Augsburg an. Ein Jahr später ging sie zu TSV Schwaben Augsburg, 1962 zu BSG Messerschmitt Augsburg in die Oberliga.
1962 gewann sie in Freiburg (Breisgau) erstmals mit ihrer Partnerin Edit Buchholz die nationale deutsche Meisterschaft im Doppel. Diesen Titel verteidigten sie 1963 und 1964. In den Jahren 1963 und 1964 wurde Dauphin fünfmal für Länderspiele nominiert. Sie nahm an den Individualwettbewerben der Europameisterschaft 1962 teil, wo sie im Achtelfinale des Einzels gegen Diane Rowe verlor. Bei der Europameisterschaft 1964 erreichte sie mit dem Damenteam Platz sechs.
1964 wurde Heide Dauphin in der deutschen Rangliste auf Platz drei geführt. Zwei Jahre später beendete sie ihre Laufbahn als Leistungssportlerin.
Nach ihrer Heirat trat sie unter dem Namen Heide Branse auf. Heute spielt sie Tennis im Verein TC Adelsried.

## Einige Länderspiele
- Anfang 1964: Länderspiel gegen CSSR: 1 Sieg und 1 Niederlage[10]
- Mai 1964: Länderspiel gegen Frankreich: 1 Sieg, keine Niederlage[11]

## Turnierergebnisse
| Verband | Turnier                               | Jahr | Ort            | Land | Einzel     | Doppel | Mixed | Team |
| ------- | ------------------------------------- | ---- | -------------- | ---- | ---------- | ------ | ----- | ---- |
| FRG     | Europameisterschaft                   | 1962 | Berlin         | FRG  | letzte 16  |        |       |      |
| FRG     | Jugend-Europameisterschaft (Junioren) | 1958 | Falkenberg     | SWE  | Halbfinale |        |       |      |
| FRG     | Jugend-Europameisterschaft (Junioren) | 1957 | Donaueschingen | FRG  | Gold       | Silber |       |      |